# Maresciallo capo dell'aria

Distintivo di grado della RAF

Maresciallo capo dell'aeronautica (Air Chf Mshl o ACM) è un grado di ufficiale generale a quattro stelle utilizzato dalla Royal Air Force, dove è il più alto grado dell'aeronautica in tempo di pace.
Il maresciallo capo dell'aeronautica è un ufficiale generale a quattro stelle e ha un codice di classificazione NATO OF-9 equivalente al grado di ammiraglio della Royal Navy o di generale dell'esercito britannico o dei Royal Marines. In altre forze aeree, come la USAF e la Royal Canadian Air Force, il grado equivalente è quello di generale a quattro stelle. Nell'Aeronautica Militare Italiana il grado equivalente è generale di squadra aerea con incarichi speciali.
Il grado viene utilizzato anche dalle forze aeree di alcuni paesi del Commonwealth, come Australia, Bangladesh, India, Nuova Zelanda e Pakistan, nonché di altri paesi che erano sotto l'influenza britannica nel momento in cui fu fondata la loro forza aerea, quali Egitto, Ghana, Grecia, Zimbabwe e Thailandia e talvolta viene utilizzato come traduzione inglese di un grado equivalente in paesi che hanno una tradizione diversa da quella britannica.

## Royal Air Force
Nella Royal Air Force esistono quattro diversi gradi dei generali, riconducibili al termine maresciallo dell'aria:
- air vice-marshal (equivalenza gerarchica NATO OF-7) - vicemaresciallo dell'aria gerarchicamente equivalente al generale di divisione aerea dell'aeronautica italiana;
- air marshal (OF-8) - maresciallo dell'aria corrispondente al generale di squadra aerea dell'Aeronautica Militare Italiana;
- air chief marshal (OF-9) - maresciallo capo dell'aria, conferito al comandante in capo della Royal Air Force corrispondente al generale di squadra aerea con incarichi speciali dell'Aeronautica Militare Italiana riservato al capo di stato maggiore dell'Aeronautica;
- marshal of the Royal Air Force (OF-10) - maresciallo della Royal Air Force, titolo onorifico analogo al Maresciallo dell'aria della Regia Aeronautica ed è puramente onorario, detenuto oltre che da alcuni ufficiali della Royal Air Force giunti all'apice della loro carriera anche dal Principe Carlo e dal Principe Filippo di Edimburgo che ha lo stesso titolo onorario anche nella Royal Australian Air Force e nella Royal New Zealand Air Force, l'aeronautica della Nuova Zelanda, nella quale il massino grado è Air Marshal detenuto dal capo di stato maggiore delle forze armate se appartenente alla RNZAF, mentre il grado di air vice-marshal è detenuto dal comandante in capo della aeronautica.

La Royal Canadian Air Force nonostante il Canada faccia parte del Commonwealth ha utilizzato il grado di maresciallo capo dell'aria fino all'unificazione delle forze armate del 1968, quando l'aeronautica adottò il sistema di gradi dell'esercito sostituendo la denominazione del grado di maresciallo dell'aria con quella di generale. In precedenza la denominazione del grado era Air Chief Marshal in inglese e Maréchal en chef de l'air in francese.

## Nel mondo
Maresciallo capo dell'aria è un grado usato anche nelle forze aeree di alcuni paesi del Commonwealth e di altri paesi che hanno adottato il sistema britannico come Australia, Bangladesh, India, Nuova Zelanda e Pakistan, Egitto (arabo: فريق أول طيار; translitterato: Farīq 'awwāl tyar), Ghana, Grecia (greco: Πτέραρχος; translitterato: Pterarchos) e Thailandia.
Nell'aeronautica dello Zimbabwe Maresciallo capo dell'aria è un titolo onorario, mentre il massimo grado è Maresciallo dell'aria.
In Italia durante il regime fascista nella Regia Aeronautica era stato istituito il titolo di Maresciallo dell'aria. L'unico a essere stato insignito di questo titolo onorifico è stato Italo Balbo.

## Galleria d'immagini

Distintivo di grado della RAAF
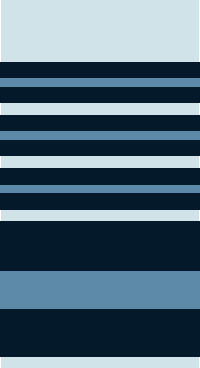
Distintivo di grado della Indian Air Force
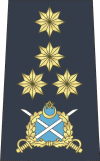
Distintivo di grado della Pakistan Air Force
Distintivo di grado della Royal Thai Air Force